# Batalla d'Albaida
La batalla d'Albaida va ser un dels combats de la primera guerra carlina.

## Antecedents
A Morella, el militar carlí Rafael Ram de Viu Pueyo va proclamar rei a Carles V el 13 de novembre, però evacuà la vila 9 de desembre en direcció a Calanda on foren interceptats. Però Ram de Viu fon reconegut i capturat el 27 de desembre a Manzanera, i jutjat i afusellat a Terol el 12 de gener de 1834. Manuel Carnicer va assumir la prefectura militar de l'exèrcit carlí al Baix Aragó i el Maestrat, i intentà unir les seues forces amb les que operaven al Principat i per tal d'estendre la revolta a la vall del Segre i l'Urgell, però va patir una severa derrota prop de Maials. Carnicer va rebre instruccions d'anar a la Caserna Reial del Pretendent Carles Maria Isidre de Borbó per a rebre grau i órdens, havent deixat el coronel Ramon Cabrera el comandament interí de les seues tropes, i en ser detingut pels cristins a Miranda de Ebro fon afusellat allí mateix el 6 d'abril del 1835. En conseqüència, Cabrera prengué el comandament dels carlins al Maestrat.
En previsió de la campanya d'hivern, Cabrera va ordenar al Serrador atacar la província de Conca i a Joaquín Quilez la de Terol. La derrota del Serrador a la batalla de Soneixa i les pèrdues que va ocasionar van impedir que Cabrera, amb les seues forces reunides amb les de Quilez, poguera atacar l'Horta de València, i va ordenar Quilez que atraguera els lliberals mentres ell i el Serrador atacaven la plana de Castelló. Quilez, que va eixir de la seua base de Xelva fon perseguit per la columna de Narváez des de Terol, i Cabrera per les de José Grases i Breton.
La presecució de Quilez fon tan propera que es va haver de retirar per Tronxó cap a Figueroles per mirar de trobar-se amb Domènec Forcadell i Michavila, motivant que la brigada de reserva de Francisco Warleta s'afegís a la persecució, mentre Quilez passava per Mora de Rubielos cap a Llíria i a Segorb, i ocupant Albaida la tarda del 25 de juliol.

## Batalla
Quilez fon sorprés i derrotat el 25 de juliol de 1836 en la batalla d'Albaida, a mans de Luis de Salamanca Martínez de Pisón, el marqués de Villacampo.

## Conseqüències
Quilez, en retirada a la seua base de Xelva fon perseguit pel general Soria, que es va dirigir a Villarroya, pensant que es Quilez es podria dirigir a Fortanet o Villarluengo, i sabent posterioement que el 4 d'agost es dirigiria a Fortanet, s'hi va avançar, derrotant-lo el 4 d'agost de 1836 a la batalla de Fortanet i l'endemà, a Ramon Cabrera a la batalla de Villarluengo.
Cabrera, amb les seues forces i les de Joaquín Quilez, i Josep Miralles Marín el Serrador es van unir a l'Expedició de Miguel Gómez Damas que intentà infructuosament prendre Madrid.